# Скай-Веллі (Каліфорнія)
Скай-Веллі (англ. Sky Valley) — переписна місцевість (CDP) в США, в окрузі Ріверсайд штату Каліфорнія. Населення — 2411 особа (2020).

## Географія
Скай-Веллі розташований за координатами 33°53′28″ пн. ш. 116°21′18″ зх. д. / 33.89111° пн. ш. 116.35500° зх. д. (33.891131, -116.354957).  За даними Бюро перепису населення США в 2010 році переписна місцевість мала площу 62,86 км², уся площа — суходіл.

## Демографія
Згідно з переписом 2010 року, у переписній місцевості мешкало 2406 осіб у 1064 домогосподарствах у складі 632 родин. Густота населення становила 38 осіб/км².  Було 1766 помешкань (28/км²).
Расовий склад населення:
| - 81,5 % — білих - 1,5 % — чорних або афроамериканців - 1,4 % — корінних американців - 0,9 % — азіатів - 0,1 % — вихідців з тихоокеанських островів - 11,7 % — осіб інших рас |

До двох чи більше рас належало 2,9 %. Частка іспаномовних становила 28,3 % від усіх жителів.
За віковим діапазоном населення розподілялося таким чином: 15,3 % — особи молодші 18 років, 54,1 % — особи у віці 18—64 років, 30,6 % — особи у віці 65 років та старші. Медіана віку мешканця становила 53,5 року. На 100 осіб жіночої статі у переписній місцевості припадало 114,6 чоловіків;  на 100 жінок у віці від 18 років та старших — 111,6 чоловіків також старших 18 років.
Середній дохід на одне домашнє господарство  становив 52 776 доларів США (медіана — 37 625), а середній дохід на одну сім'ю — 64 322 долари (медіана — 47 266). Медіана доходів становила 44 896 доларів для чоловіків та 31 328 доларів для жінок. За межею бідності перебувало 24,8 % осіб, у тому числі 39,3 % дітей у віці до 18 років та 14,6 % осіб у віці 65 років та старших.
Цивільне працевлаштоване населення становило 972 особи. Основні галузі зайнятості: мистецтво, розваги та відпочинок — 22,1 %, науковці, спеціалісти, менеджери — 15,4 %, освіта, охорона здоров'я та соціальна допомога — 12,7 %, роздрібна торгівля — 12,1 %.